# دبورا فورمن
 دبورا فورمن (انگلیسی: Deborah Foreman؛ زادهٔ ۱۲ اکتبر ۱۹۶۲) هنرپیشه اهل ایالات متحده آمریکا است.
از فیلم‌های او می‌توان به بازی در کارشناسان و نابغه واقعی اشاره کرد.